# 金流川
金流川（きんりゅうがわ）は、宮城県栗原市と岩手県一関市を流れる一級河川。北上川右岸の支流である。

## 地理
岩手・宮城県境付近にある長谷地2号溜池（宮城県栗原市金成普賢堂長谷地53）に源を発し、宮城県栗原市金成地域（旧栗原郡金成町）と岩手県一関市花泉地域（旧西磐井郡花泉町）を東流して、川の口橋付近で北上川本川と合流する。

## 支流
下流側から順に記載する。
- 田野沢川
- 藤田川
- 蛭沢川
- 有馬川
  - 内沢川
  - 大沢田川
  - 飯倉川
  - 有壁沢
- 小山沢川
- 奈良坂川

## 橋梁
下流側から順に記載する。
岩手県一関市
- 川の口橋 - 岩手県道239号白崖弥栄線
- 川ノ口大橋 - 市道永井花藤線
- 小沼橋 - 市道大沢田待井線
- 大尻橋 - 市道吉田照盛線
- 雄明橋 - 市道雄明橋線
- 花泉大橋 - 国道342号（花泉バイパス）
- 新老松橋 - 宮城県道・岩手県道183号若柳花泉線
- 老松橋 - 市道地平水沢屋敷線
- 天神橋 - 国道342号
- 名称不明の橋 - JR東北本線
- 平和橋 - 市道二ツ檀清水原線
- 岩戸川橋 - 岩手県道・宮城県道48号弥栄金成線
- 上在郷橋 - 市道津村沢沖線
- 日向橋 - 市道上中山線

宮城県栗原市
参考:
- 宇内沢橋 - 市道宇内沢線
- 中之橋 - 宮城県道・岩手県道185号有壁若柳線
- 東北新幹線高架
- 大橋 - 市道十万原線
- 三嶽堂橋 - 市道小田前線
- 青竜橋 - 国道4号
- 名称不明の橋 - 市道清水尻線
- 名称不明の橋 - 名称不明の道
- 東北自動車道高架
- 梅ノ木田橋 - 名称不明の道
- 牧橋 - 市道牧線
- 高田橋 - 市道赤児西風線
- 名称不明の橋 - 市道新大谷地線
- 姥田橋 - 市道赤児沖前線
- 矢待橋 - 宮城県道182号栗駒金成線
- 大橋 - 市道赤児線
- 要害前橋 - 市道赤児要害線
- 境橋 - 市道赤児線
- 荒田橋 - 市道片馬合普賢堂線
- 高田橋 - 市道普賢堂線
- 要害橋 - 市道鳥沢一関線
- 土栗橋 - 市道普賢堂線
- 名称不明の橋 - 市道普賢堂深沢線
- 名称不明の橋 - 市道苗代沢線